# Belspel (Nederland)
Belspellen zijn in Nederland tot 2007 uitgezonden. Op de zenders van RTL zijn deze van 1995 t/m 2007 uitgezonden. Op de zenders van SBS zijn ze uitgezonden van 2004 t/m 2007. Ook de zender Tien heeft in de periode van 2006-2007 belspellen uitgezonden. Verantwoordelijke producenten van deze belspellen waren onder andere: Endemol, RTL Nederland, 2WayTraffic en 3CirclesMedia.  De kijkers moesten naar aanleiding van een gestelde vraag, die op de televisie komt, de oplossing vinden. Ze moeten vervolgens een nummer bellen dat in beeld verschijnt om de oplossing door te geven. Het spel wordt geleid door een presentator. 
Heden worden er nog kijkerswedstrijden gekoppeld aan veel bekeken programma's.
De FIOD-ECD begon in 2007 een onderzoek naar de belspelletjes, omdat ze mogelijk volgens de Wet op de kansspelen niet toegestaan zijn.

## Geschiedenis omtrent overtreding Wet op Kansspelen
- Op 17 maart 2007 heeft de directeur van RTL Nederland, Fons van Westerloo, in het televisieprogramma Rondom 10 toegegeven dat belspellen niet altijd goed te spelen zijn.
- Op 12 maart 2007 zei het ministerie van Justitie dat het aangifte tegen twee aanbieders van belspellen heeft gedaan.[2] Het Openbaar Ministerie kondigde hierop aan te onderzoeken of belspellen juridisch als kansspelen kunnen worden gezien, te controleren dat ze legaal zijn.
- Op 3 augustus 2007 kwam het nieuws naar buiten dat minister Hirsch Ballin van Justitie een strengere controle wil op belspelletjes. Hij wil dat er extra eisen worden gesteld aan onder andere de tijd van de spelletjes en aan de controle dat er geen minderjarigen meedoen.[3]
- Op 13 september 2007 viel de FIOD binnen bij RTL en SBS om hun belspellen te onderwerpen aan een grondig onderzoek.[4] De opsporingsdienst zei dat ze zouden zoeken naar bewijsmateriaal met betrekking tot de scenario's van de belspellen, uitzendschema's, kosten en opbrengsten van de belspellen, het aantal deelnemers, correspondentie en afspraken. RTL en SBS verleenden hun medewerking aan de onderzoeken, zij beweren dan ook niets te verbergen te hebben.
- Op 9 oktober 2007 werd bekend dat RTL per 1 november zou stoppen met het uitzenden van de belspelletjes. Call TV, de naam van de belspelletjes op de vier RTL-zenders ligt onder vuur na onderzoek van het FIOD bij zowel RTL als SBS. Of de belspelletjes voorgoed weggaan bij de zenders is nog onbekend, ze wachten eerst de toekomstige gedragscode af. Hierbij staan tijdelijk tientallen banen op het spel.
- Op 16 november 2007 werd bekend dat ook SBS Broadcasting, met SBS6, Net5 en Veronica, per 19 november zou stoppen met het uitzenden van belspelletjes. Hierdoor waren er voorlopig geen belspelletjes meer te zien op de Nederlandse televisie.
- Op 5 december 2007 besliste de rechtbank in Amsterdam dat RTL en SBS kleine belspelletjes mogen blijven uitzenden. Zo mag een zender bijvoorbeeld nog steeds een SMS-wedstrijd houden met als prijs een dvd-box van een bepaalde serie. SBS gaf aan tevreden te zijn over de uitspraak.
- Op 4 november 2009 beslist het Openbaar Ministerie dat RTL en SBS ruim 9 miljoen euro aan de Nederlandse Staat moeten betalen om een rechtszaak over de omstreden belspelletjes niet door te laten gaan. Producenten 2WayTraffic en Endemol betalen 4,25 miljoen en bijna 1,5 miljoen euro. RTL en SBS betalen hun winst à 9 miljoen plus 80.000 euro aan de staat.

## Voorbeeld
- YouTube, "voorbeeld van een onmogelijk belspel".